# Orazio Russo
Orazio Russo (Misterbianco, 6 ottobre 1973) è un dirigente sportivo, allenatore di calcio ed ex calciatore italiano, di ruolo attaccante, responsabile del settore giovanile  del Catania.

## Biografia
Nato a Misterbianco, trascorse l'infanzia nel quartiere di Barriera del Bosco, nel nord di Catania.

## Caratteristiche tecniche
(Paolo Rossi, stagione 1992-1993)
Russo giocava come ala, preferibilmente sulla fascia destra, ma si adattava anche a giocare a sinistra. In passato Giovanni Mei, allenatore del Catania nel 1996-1997, lo utilizzò come centrocampista di fascia destra e agli inizi veniva schierato anche come centravanti. Le sue qualità comprendevano l'imprevedibilità.

## Carriera

### Giocatore

#### Club

##### Dalla C1 alla A e ritorno
(Speciale giocatori, «il Catania calcio»)
Ha legato il suo nome al Catania, con cui ha giocato in quattro diversi periodi nelle quattro categorie professionistiche (ed è l'unico ad averlo fatto), e ha esordito nella massima serie con il Lecce.
Iniziò la sua carriera nelle giovanili della Società Sportiva Battiati (piccolo centro periferico di Catania). A 15 anni il mister Enzo Fazio lo fece esordire in Prima Categoria. Arrivò poi la chiamata del Catania: la società lo pagò otto milioni di lire per farlo giocare nelle giovanili.
Nel 1989-1990 era uno dei tre attaccanti della formazione Primavera che, allenata da Salvo Lo Certo, disputò i play-off per lo scudetto di categoria; in stagione regolare, chiuse con due gol in tre partite. Nella stessa stagione, vinse il campionato regionale Allievi, allenato da Orazio Prezzavento.
Russo venne impiegato anche dai tecnici Prezzavento e Lo Certo negli Allievi e nella Berretti nella stagione seguente. Della Berretti fu capocannoniere, tanto da venir convocato per gli allenamenti della prima squadra nel maggio 1991. Quasi un anno dopo, l'allenatore Giuseppe Caramanno lo schierò in Serie C1 sul campo neutro di Barcellona Pozzo di Gotto il 1º marzo 1992 contro il Nola, subentrando al 68' all'altro catanese Nunzio La Torre. Nella prima stagione collezionò 5 presenze, e nella seconda Salvatore Bianchetti lo impiegò al fianco di Loriano Cipriani e Claudio Pelosi; il 18 ottobre 1992 segnò la prima rete da professionista nel 5-1 al Nola. Fu anche autore della rete del momentaneo pareggio in un'amichevole contro la Juventus, finita 1-3.
Venne confermato dal presidente della società etnea Angelo Massimino anche per la stagione 1993-1994, ma l'esclusione dalla C1 spinse Russo altrove. Venne quindi contattato dal direttore sportivo del Lecce, Domenico Cataldo, che lo acquistò a parametro zero.

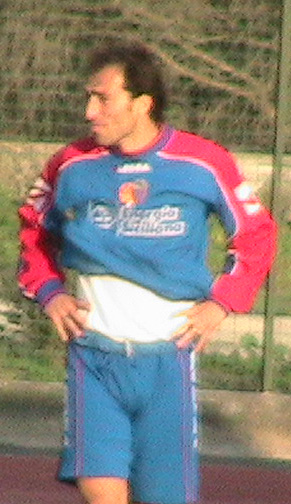
Orazio Russo in allenamento a Massannunziata

L'allenatore Nedo Sonetti lo propose subito come titolare. Esordì in Serie A il 29 agosto 1993, nella partita Lecce-Milan (0-1): fu Paolo Maldini a marcarlo. Con i giallorossi segnò 4 reti nella sua unica - fino a quel momento - stagione nella massima serie: una doppietta all'Atalanta (5-1, il 31 ottobre), una rete alla Cremonese (1-2, il 7 novembre) e una al Piacenza (1-1, il 6 febbraio 1994). Questa fu la peggiore stagione in assoluto del Lecce, che retrocesse all'ultimo posto con 11 punti in 34 partite.
Tornato nei ranghi della squadra leccese, in Serie B, visse un'altra stagione personalmente positiva, ma molto negativa per la squadra, che finì ancora una volta ultima e questa volta retrocesse in Serie C1.

##### Quattro stagioni di qualità in Serie C
Seguì un campionato vittorioso: con Gian Piero Ventura in panchina, il Lecce vinse il girone B e tornò nel torneo cadetto.
Il Catania, ritornato tra i professionisti, lo chiese in prestito alla società salentina: nella stagione 1996-1997 esordì in Serie C2. Il Catania concluse il campionato al quarto posto, valido per i play-off, e fu eliminato dalla Turris. Orazio Russo, Francesco Pannitteri e Tiziano D'Isidoro formarono un trio d'attacco che segnò 27 reti.
Rientrato al Lecce, nel frattempo promosso in Serie A, Russo ritornò ai margini della prima squadra e, ad ottobre, lasciò definitivamente il Salento per passare alla SPAL. Gianni De Biasi non gli concesse molto spazio: fu comunque il secondo successo in carriera per Russo, che contribuì alla promozione in Serie C1 con una rete in 23 partite.
Notato da Osvaldo Jaconi, tornò in terza serie per vestire la maglia bianconera del Savoia di Torre Annunziata, dove segnò 4 reti in 26 partite e la promozione in Serie B dopo i play-off contro Palermo e Juve Stabia.

##### La lunga militanza ad Acireale
Nell'estate 1999 scende nuovamente in Serie C2 accettando l'offerta dell'Acireale.

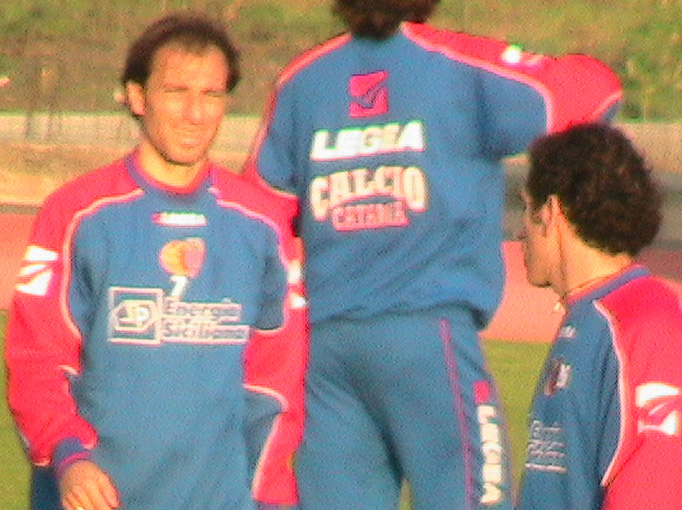
Orazio Russo e Fabio Caserta in allenamento nel 2005-2006

Ad Acireale Russo visse cinque stagioni tra alti e bassi. Nel 1999-2000, al suo primo anno in granata, conquistò la finale dei play-off. Sul campo neutro di Avellino, L'Aquila strappò uno 0-0 anche grazie al calcio di rigore sbagliato da Russo e venne promossa in Serie C1 per la migliore posizione al termine della stagione regolare.
Nel 2000-2001 e 2001-2002 l'Acireale visse delle stagioni negative, rischiando in entrambi i casi la retrocessione. Nel 2002-2003, allenato prima da Roberto Chiancone, poi da Maurizio Costantini, l'Acireale tornò in Serie C1: questa volta Russo, con i suoi 7 gol, fu un leader con capitan Giuseppe Bonanno.
Nella stagione in Serie C1, Maurizio Costantini guidò una squadra costruita per ambire alla promozione. Russo fu tra i titolari, insieme a Maurizio Anastasi, Ciro Polito, Mattia Mastrolilli, Stefano Garzon e Antonino Cardinale, e i granata si qualificarono per i play-off per la Serie B, uscendo in semifinale contro la Viterbese. Nel frattempo il presidente Antonino Pulvirenti rilevò il Catania e cedette la società al presidente Di Grazia.

##### Il rientro a Catania e gli ultimi anni

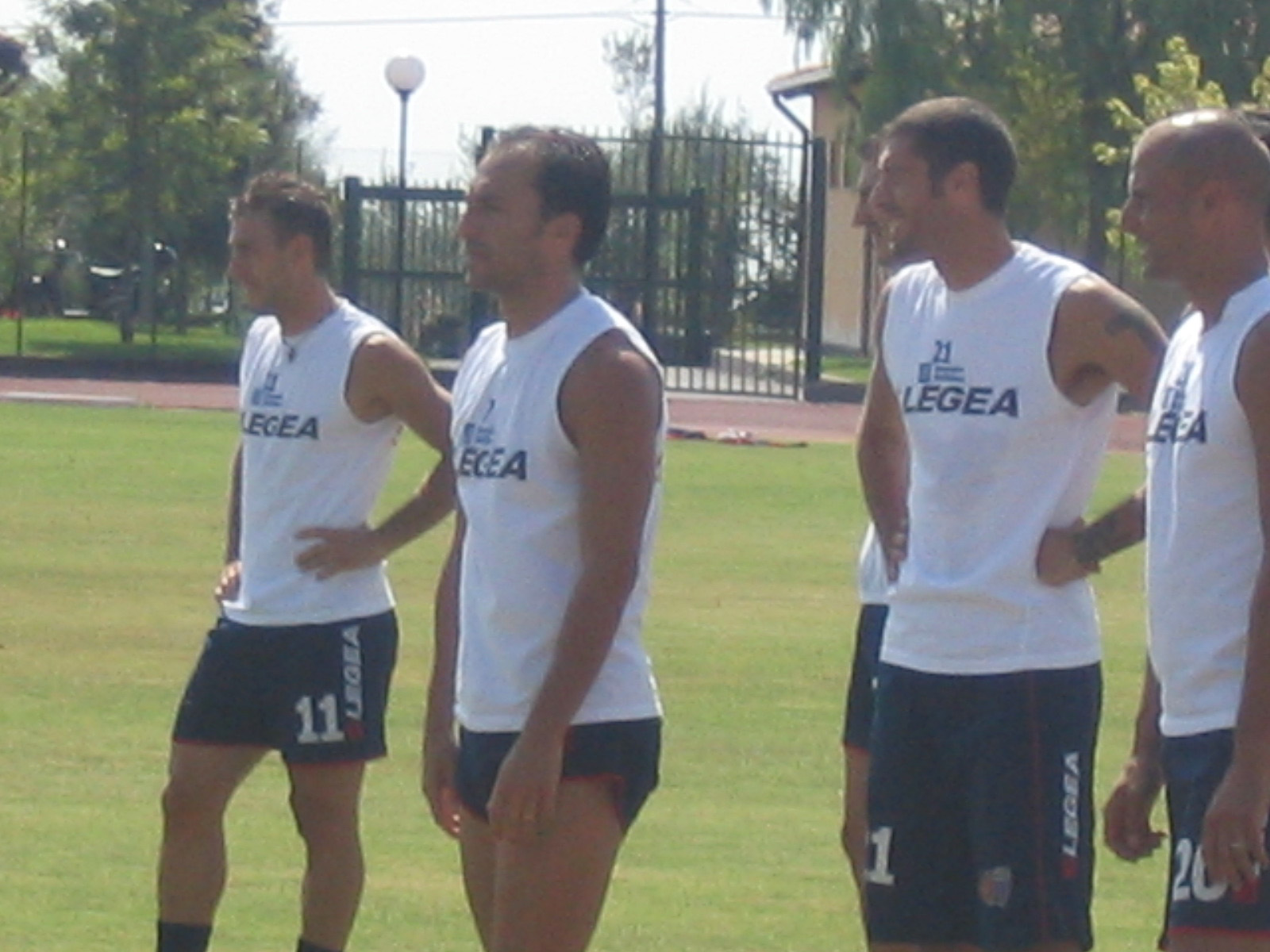
Russo (secondo da sinistra) con alcuni compagni del Catania nel precampionato 2006-2007

Nell'estate 2004, Pietro Lo Monaco, amministratore delegato del Catania, lo riportò nella società che lo aveva fatto esordire tra i professionisti. Russo iniziò la terza esperienza in rossazzurro segnando una rete in Coppa Italia e una alla prima partita di campionato; l'andamento altalenante della squadra non permise di competere per l'accesso ai play-off, ma l'atleta etneo si distinse comunque con le sue prestazioni contro l'Ascoli e il Treviso. In totale disputò 33 partite su 42.
Con l'arrivo di Pasquale Marino come allenatore e l'inserimento in rosa del trio d'attacco composto da De Zerbi, Spinesi e Mascara, lo spazio per Russo diminuì nella stagione seguente. Segnò lui, con un tiro al volo a tempo scaduto, il 2-2 contro il Vicenza del 9 ottobre 2005, sotto la pioggia; a lui subentrò, nell'ultima partita contro l'AlbinoLeffe, Umberto Del Core, autore della rete che sancì la promozione del Catania in Serie A.
Tornato nella massima serie, Russo però preferì accettare l'offerta, nell'agosto 2006, del Padova in Serie C1, allenato dal suo ex compagno di squadra al Catania Maurizio Pellegrino, poi esonerato per fare posto ad Andrea Mandorlini. Al termine della stagione il Padova si è classificato a ridosso della zona play-off e Russo ha giocato 29 partite su 34, mettendo a segno 3 reti.
Il 27 agosto 2008 viene ingaggiato dal Perugia del neo presidente Covarelli, dopo che il calciatore era rimasto aggregato alla squadra per un periodo di prova di alcune settimane. Dopo aver rescisso il contratto il 26 novembre, si è trasferito al Gela (Seconda Divisione) nel dicembre 2008.
Il 1º febbraio 2010 fu aggregato alla rosa del Catania, sua ex squadra, in vista di un inserimento nei quadri dirigenziali. Il 16 maggio 2010 disputò contro il Genoa la sua unica presenza stagionale, 6.650 giorni dopo l'esordio con la maglia della squadra siciliana, e rilevò la fascia di capitano da Giuseppe Mascara. Il 23 marzo 2013 disputò una partita di "vecchie glorie" del Catania, organizzata in favore dell'Ospedale Garibaldi di Catania.

#### Nazionale
Russo ha anche giocato in Nazionale: nell'Under-21 di Serie C, allenata da Roberto Boninsegna, nel periodo in cui era tesserato per il Lecce, e per la Nazionale militare, nello stesso periodo.

### Dirigente
Dall'11 luglio 2010 al 19 marzo 2014 ricopre la carica di team manager del Catania, poi è sostituito da Maurizio Patti. In seguito è responsabile tecnico del progetto affiliazioni scuole calcio e responsabile dell'attività di base. Dalla stagione 2022/23 è il responsabile del settore giovanile del Catania SSD (oggi Catania Football Club).

### Allenatore
Dal 15 marzo 2017 ricoprì il ruolo di allenatore in seconda del Catania, andando ad affiancare Giovanni Pulvirenti. Nel 2018-2019 allenò la formazione Berretti. Il 21 ottobre 2019, dopo l'esonero di Andrea Camplone, lo società lo mise provvisoriamente alla guida del team ma il giorno dopo la società rossazzurra annunciò il ritorno di Cristiano Lucarelli alla guida tecnica della squadra. Nel 2019-2020 e nel 2020-2021 allena la formazione Under-17 del Catania.

## Statistiche

### Presenze e reti nei club
| Stagione        | Squadra         | Campionato      | Campionato | Campionato | Coppe nazionali | Coppe nazionali | Coppe nazionali | Totale | Totale |
| Stagione        | Squadra         | Comp            | Pres       | Reti       | Comp            | Pres            | Reti            | Pres   | Reti   |
| --------------- | --------------- | --------------- | ---------- | ---------- | --------------- | --------------- | --------------- | ------ | ------ |
| 1991-1992       | Catania         | C1              | 5          | 0          | CI-C            | 0               | 0               | 5      | 0      |
| 1992-1993       | Catania         | C1              | 25         | 2          | CI-C            | 6               | 3               | 31     | 5      |
| 1993-1994       | Lecce           | A               | 28         | 4          | CI              | -               | 1               | 28     | 5      |
| 1994-1995       | Lecce           | B               | 29         | 4          | CI              | -               | -               | 29     | 4      |
| 1995-1996       | Lecce           | C1              | 22         | 2          | CI              | -               | -               | 22     | 2      |
| lug.-set. 1996  | Lecce           | B               | 0          | 0          | CI              | 0               | 0               | 0      | 0      |
| set. 1996-1997  | Catania         | C2              | 30+2       | 3+0        | CI-C            | 0               | 0               | 32     | 3      |
| lug.-ott. 1997  | Lecce           | A               | 0          | 0          | CI              | 0               | 0               | 0      | 0      |
| Totale Lecce    | Totale Lecce    | Totale Lecce    | 79         | 10         |                 | ?               | 1+              | 79+    | 11+    |
| ott. '97-1998   | SPAL            | C2              | 23         | 1          |                 |                 |                 | 23     | 1      |
| 1998-1999       | Savoia          | C1              | 26+3       | 4          |                 |                 |                 | 29     | 4      |
| 1999-2000       | Acireale        | C2              | 32+3       | 9+1        |                 |                 |                 | 35     | 10     |
| 2000-2001       | Acireale        | C2              | 29         | 8          |                 |                 |                 | 29     | 8      |
| 2001-2002       | Acireale        | C2              | 32         | 2          |                 |                 |                 | 32     | 2      |
| 2002-2003       | Acireale        | C2              | 33+3       | 7+1        |                 |                 |                 | 36     | 8      |
| 2003-2004       | Acireale        | C1              | 32+2       | 4+1        |                 |                 |                 | 34     | 5      |
| Totale Acireale | Totale Acireale | Totale Acireale | 158+8      | 30+3       |                 | ?               | ?               | 166+   | 33+    |
| 2004-2005       | Catania         | B               | 33         | 4          | CI              | 3               | 1               | 36     | 5      |
| 2005-2006       | Catania         | B               | 25         | 3          | CI              | 1               | 0               | 26     | 3      |
| lug.-ago. 2006  | Catania         | A               | 0          | 0          | CI              | 0               | 0               | 0      | 0      |
| ago. 2006-2007  | Padova          | C1              | 29         | 3          |                 |                 |                 | 29     | 3      |
| 2007-2008       | Padova          | C1              | 25         | 1          |                 |                 |                 | 26     | 1      |
| Totale Padova   | Totale Padova   | Totale Padova   | 49         | 4          |                 | ?               | ?               | 49+    | 4+     |
| 2008-gen. 2009  | Perugia         | LP1             | 4          | 0          |                 |                 |                 | 4      | 0      |
| gen.-giu. 2009  | Gela            | LP2             | 12+4       | 1+0        |                 |                 |                 | 16     | 1      |
| feb.-giu.2010   | Catania         | A               | 1          | 0          | CI              | 0               | 0               | 1      | 0      |
| Totale Catania  | Totale Catania  | Totale Catania  | 119+2      | 12+0       |                 | 10              | 4               | 131    | 16     |
| Totale carriera | Totale carriera | Totale carriera | 475+17     | 62+3       |                 | 10+             | 5+              | 503+   | 70+    |

## Palmarès

### Club

#### Competizioni nazionali
- Serie C1: 1

Lecce: 1995-1996
- Serie C2: 1

SPAL: 1997-1998
Promozione in serie A col Catania (stagione 2005/2006)